# Drosophila matileana
Drosophila matileana este o specie de muște din genul Drosophila, familia Drosophilidae, descrisă de Tsacas în anul 2002. Conform Catalogue of Life specia Drosophila matileana nu are subspecii cunoscute.